# ソフィア・ジョルダーノ
ソフィア・ジョルダーノ（Sofia Giordano、結婚前の姓はクラーク もしくはレクラーク、綴りは Clerc、Clerk、Le Clerc など 、1778年4月30日 - 1829年4月26日）は、イタリアの画家である。肖像画を描いた。

## 略歴
トリノの貧しい家庭に生まれた。早くから絵の才能を示し、パルミエリ(Pietro Jacopo Palmieri: 1737–1804)というトリノの画家に絵を学ぶように勧められ、地元の銀行家の支援を受けて絵の修行を続けた。18歳でローマに移り、アントン・フォン・マロンの妻のテレーゼ・マロンらのもとで修行した。ローマではアカデミア・ディ・サン・ルカの会員になり、この時期にチェルビーニ(Giovanni Domenico Cherubini)という画家が描いたソフィアの肖像画が残されている。ローマでミニアチュール画家として作品を残した後、パステルによる肖像画を描くようになった。
数年後にパトロンの銀行家に求められてトリノに戻り、トリノの科学アカデミーの会員に選ばれ、1803年に医者のジョバンニ・ジョルダーノと結婚した。結婚後も画家の仕事を続け、パステルだけでなく油彩の作品も描いた。1812年にトリノのアカデミーはソフィアの仕事に対して金メダルを贈った。
トリノはフランス革命後、フランスの衛星国家の都市になり1802年から1814年の間はフランス帝国などに併合されていたが、ソフィアの作品はナポレオン・ボナパルトに好まれていたとされる 。
2人の子供の母親になり1929年に50歳で没した。

## 作品

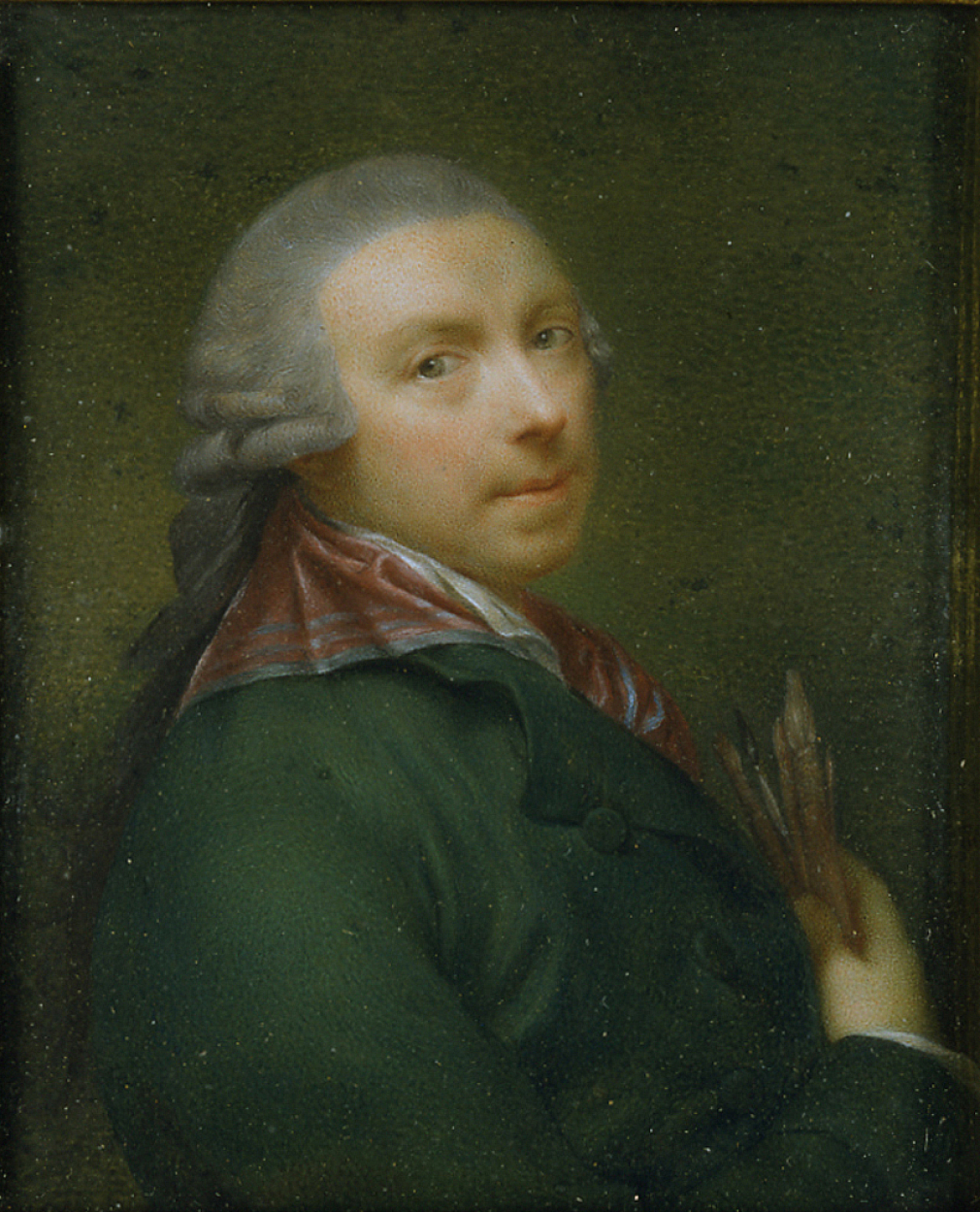
画家アントン・フォン・マロンの肖像画 サバウダ美術館
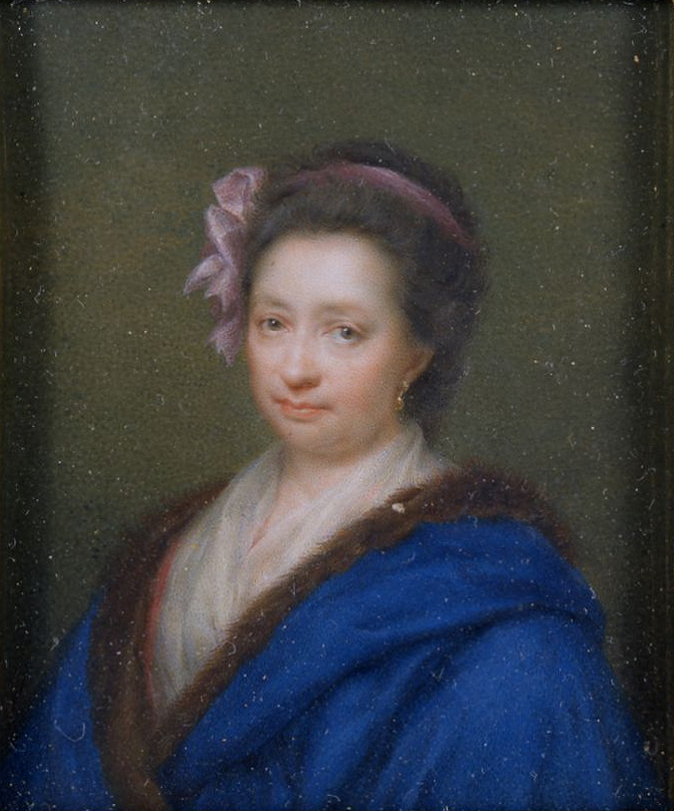
テレーゼ・マロンの肖像画 サバウダ美術館
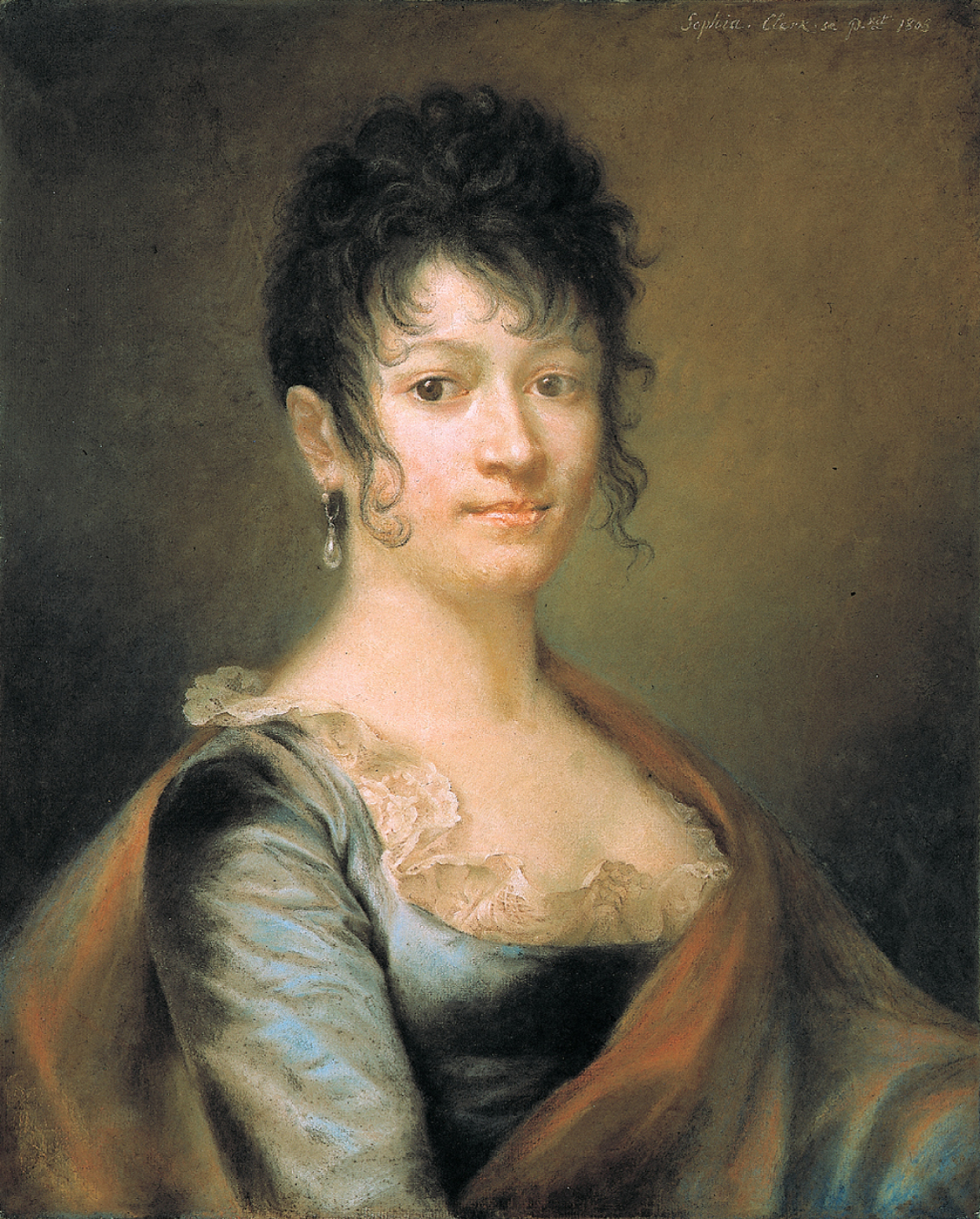
自画像 サバウダ美術館